# رایت کابین
رایت کابین (استونیایی: Rait Käbin؛ زادهٔ ۲ سپتامبر ۱۹۸۱) بازیکن سابق و مربی بسکتبال اهل استونی است.
از باشگاه‌هایی که در آن بازی کرده‌است می‌توان به باشگاه بسکتبال کالو اشاره کرد.